# Karl Engelbrecht
Karl Engelbrecht (* 18. September 1858 in Kassel; † 12. Februar 1902 in Hamburg) war ein deutscher Kunstverglaser.

## Leben
Nach der Geburt am 18. September 1858 verbrachte Karl Engelbrecht Kindheit und Jugend in einer Kasseler Handwerkerfamilie. Am 19. Februar 1883 zog er nach Hamburg, wo er 1884 ein Gewerbe als Glaser in der Lindenstraße 30–32 in St. Georg anmeldete. Am 14. September 1889 erwarb Engelbrecht das Hamburger Bürgerrecht.
Karl Engelbrecht war seit 1890 mit Louise Henriette Alma Kemnitz (geb. 1852) verheiratet. Das Paar hatte insgesamt fünf Kinder, von denen zwei früh verstarben. 1893, 1895 und 1898 waren die Geburtsjahre zweier Töchter und eines Sohnes. Engelbrecht starb im Alter von 43 Jahren an Krebs.

## Werke
Karl Engelbrecht schuf zahlreiche Werke, die ihm internationales Ansehen einbrachten. 1893 war Engelbrecht Mitglied einer Delegation von Hamburger Gewerbetreibenden, die an der World’s Columbian Exposition in Chicago. Inspiriert von den Arbeiten Louis Comfort Tiffanys, die er in Chicago gesehen hatte, importierte Engelbrecht die verwendeten Glassorten von den Firmen L. Heidt aus Brooklyn und Kokoma aus Indiana. 1896 besaß Engelbrechts die alleinigen Rechte zum Vertrieb in Europa, „mit Ausnahme von England, Frankreich, Belgien, Spanien, Portugal“. Engelbrecht stellte ab 1896 auch selbst Fenster aus Opaleszentglas her. Er entwickelte sich zu einem Pionier der seinerzeit kontrovers diskutierten neuen Arbeitstechnik. Hans Christiansen, mit dem Engelbrecht eng befreundet war, lieferte Entwürfe für mindestens 200 Glasfenster. Über die gemeinsame Arbeit berichtete Engelbrecht im Herbst 1896 im Rahmen einer Ausstellung im Hamburger Museum für Kunst und Gewerbe.
Neben eigenen Arbeiten unterrichtete Engelbrecht andere Glaskünstler, darunter Miksa Roth aus Budapest und F. W. Holler aus Krefeld. Zwischen 1897 und 1902 nahm Engelbrecht an allen bedeutenden Ausstellungen für Glas- und Kunstgewerbe teil. Dazu gehörten Ausstellungen in Berlin, Brünn, Brüssel, Darmstadt, der Galerie Arnold in Dresden, Karlsruhe, Krefeld, Kopenhagen, dem Glaspalast in München, Paris und Turin. Das Designmuseum Danmark in Kopenhagen widmete dem Künstler 1897 eine Einzelausstellung. 1900 erhielt er auf der Weltausstellung in Paris eine Goldene Medaille, was zeitlebens seine größte Auszeichnung darstellte.
Engelbrecht schuf 1901 mehrere Fenster für die „Villa Rosen“. Das Gebäude von Hans Christiansen auf der Darmstädter Mathildenhöhe wurde während des Zweiten Weltkriegs zerstört. Nach Plänen von Peter Behrens arbeitete Engelbrecht an der Dachverglasung für die Hamburger Vorhalle, die auf der Kunstgewerbeausstellung 1902 in Turin ausgestellt werden sollte. Die Fertigstellung des Bauwerks erlebte Engelbrecht nicht mehr.
Engelbrecht gestaltete mehrere Fenster der Ratslaube des Hamburger Rathauses. Neben dem Kopenhagener Kunstindustriemuseum sind seine Werke im Kaiser-Wilhelm-Museum und im Hessischen Landesmuseum zu sehen. Weitere Gläser Engelbrechts befinden sich in Hamburger Privatbesitz.
Der Prokurist Karl Hölle führte die Geschäfte der Glasmacherei kurzzeitig weiter, bevor er sich selbstständig machte. Letztmals erwähnt wird die Glaserei Engelbrechts im Ausstellungskatalog zu „Raumkunst im neuzeitlichen Landhaus“, die 1909 im Museum für Kunst und Gewerbe stattfand.